# Seifer Almasy
Seifer Almasy (サイファー・アルマシー, Saifā Arumashī) è un personaggio del videogioco del 1999 Final Fantasy VIII, prodotto dalla Squaresoft.
Studente del Garden di Balamb sempre in competizione con Squall Leonhart, ha un carattere arrogante ed è il capo del comitato disciplinare del garden insieme a Fujin e Rajin. Ha una cicatrice sulla fronte come quella di Squall, ma invertita orizzontalmente, e indossa sempre un giubbotto di pelle grigio con il simbolo della Cross Sword. La sua arma è il Gunblade, come il rivale Squall.

## Biografia
Seifer è lo studente più indisciplinato del Balamb Garden, e nonostante i molti esami sostenuti non è mai riuscito a diventare un Seed, principalmente perché in battaglia preferisce essere solitario invece che fare del gioco di squadra. Che sia il rivale di Squall lo si capisce sin dal filmato di inizio del gioco, nel quale i due impegnati in un duello con i Gunblade, ed è proprio lui a procurare il taglio sulla fronte a Squall (che a sua volta lo provoca a Seifer).
È cresciuto anche lui nell'orfanotrofio della "madre", cioè la strega Edea di cui diventa servo devoto, voltando le spalle al Garden Balamb e ai suoi amici, e cominciando a farsi chiamare "il cavaliere della strega". Diventerà anche Generale dell'esercito del Garden di Galbadia e sarà proprio lui a dirigere l'assalto al Garden di Balamb. Successivamente, una volta sconfitto e scoperto che Edea era in realtà controllata dal futuro da un'altra strega, Artemisia, non farà più apparizioni sino al filmato finale del gioco, nel quale lo si vede pescare e ridere e scherzare felice, per la prima volta, con i suoi due compagni e amici Fujin e Raijin.
Tetsuya Nomura aveva originariamente idealizzato Seifer non solo come nemico di Squall, ma anche come parte di un triangolo amoroso tra lui, Squall e Rinoa. Questo suo ruolo si perse nella stesura finale del gioco ma rimase comunque rivale del protagonista.

## Altre apparizioni
Seifer compare anche in Kingdom Hearts II come capo del Comitato Disciplinare di Crepuscopoli (del quale fanno anche parte Fujin e Raijin insieme a Vivi Orunitia di Final Fantasy IX) e rivale della banda composta da Hayner, Pence e Olette.

## Scheda
- Nome: Seifer Almasy
- Età: 18 anni
- Data di nascita: 22 dicembre
- Gruppo sanguigno: 0
- Arma: Gunblade
- Tecnica Speciale: Shimatsuken
- Altezza: 1,88 cm
- Segno zodiacale : Capricorno